# Шэньчжоу-18
«Шэньчжоу-18» (кит. 神舟十八号, пиньинь Shénzhōu Shíbā-hào, буквально: «Священный челн-18», англ. Shenzhou-18) — тринадцатый пилотируемый космический корабль КНР серии «Шэньчжоу», седьмая экспедиция на станцию «Тяньгун». Запуск миссии состоялся 25 апреля 2024 года в 12:59 UTC.

## Экипаж
| Тайконавт | должность    | № полёта | Организация |
| --------- | ------------ | -------- | ----------- |
| Е Гуанфу  | Командир     | 2        | CNSA        |
| Ли Цун    | Член экипажа | 1        | CNSA        |
| Ли Гуансу | Член экипажа | 1        | CNSA        |

## Полёт
Запуск был осуществлен со стартовой площадки космодрома Цзюцюань в 20:59 по Пекинскому времени (12:59 UTC).
После того, как пилотируемый корабль «Шэньчжоу-18» вышел на орбиту, он успешно состыковался с базовым модулем «Тяньхэ» орбитального комплекса 26 апреля в 03:32 по пекинскому времени, и экипаж перешел на космическую станцию.
25 апреля 2024 года «Шэньчжоу-18» реализовал первый в Китае проект космических водных экологических исследований и провел эксперимент по «космическому рыбоводству». Четыре рыбки данио и роголистник, доставленные в космос, были перенесены в компонент экологического эксперимента капсулы Вэньтянь . В модуле была сформирована самодостаточная небольшая система водного экологического цикла. Углекислый газ, выдыхаемый рыбками данио, поставляет его роголистнику для фотосинтеза, а затем производит кислород для дыхания рыбок данио. По состоянию на 27 апреля 2024 года жизненные показатели четырёх рыб нормальные, их состояние стабильное.
Члены экипажа пилотируемого космического корабля «Шэньчжоу-18» 28 мая 2024 года в 18:58 по пекинскому времени завершили первый выход в открытый космос.
Е Гуанфу, Ли Цун и Ли Гуансу работали около восьми с половиной часов, выполнив различные задачи, включая установку устройств защиты от космического мусора. Им помогали роботизированный манипулятор космической станции и команда научно-технических специалистов на Земле.
Данные внекорабельные работы установили новый рекорд по продолжительности однократного выхода китайских космонавтов в открытый космос.
3 июля 2024 гда Гуанфу и Ли Цун совершили второй выход в космос за время своей миссии на борту китайской космической станции. Они работали в открытом космосе на протяжении около 6,5 часов, при этом Ли Гуансу ассистировал своим напарникам, находясь внутри космической станции.
Во время полета экипажа «Шэньчжоу-18» к китайской космической станции должен был пристыковаться грузовой космический корабль «Тяньчжоу-8» однако запуск «Тяньчжоу-8» был перенесен на более поздний срок из-за влияния супертайфуна «Яги».
30 октября 2024 года к орбитальной станции «Тяньгун» пристыковался космический корабль «Шэньчжоу-19» с очередным экипажем и произошла смена экипажа космической станции.
«Шэньчжоу-18» отстыковался от орбитального комплекса 3 ноября 2024 года 08:12 UTC, и начал возвращение на Землю. Посадка состоялась на площадке «Дунфэн» в автономном районе Внутренняя Монголия Северного Китая 3 ноября в 17:25 UTC.